# Elfenbensparakit
Elfenbensparakit (Eupsittula canicularis) är en fågel i familjen västpapegojor inom ordningen papegojfåglar.

## Utseende och läte
Elfenbensparakiten är en 23–25 cm lång parakit med rätt lång och spetsig stjärt. Fjäderdräkten är huvudsakligen grön, med orangefärgad panna och tygel, gul ögonring, mattblå hjässa och olivbrunt på strupe och bröst. Vidare är buken mer gulgrön och vingpennorna blå. I flykten hörs gälla skrin, från sittande fåglar tjattrande ljud.

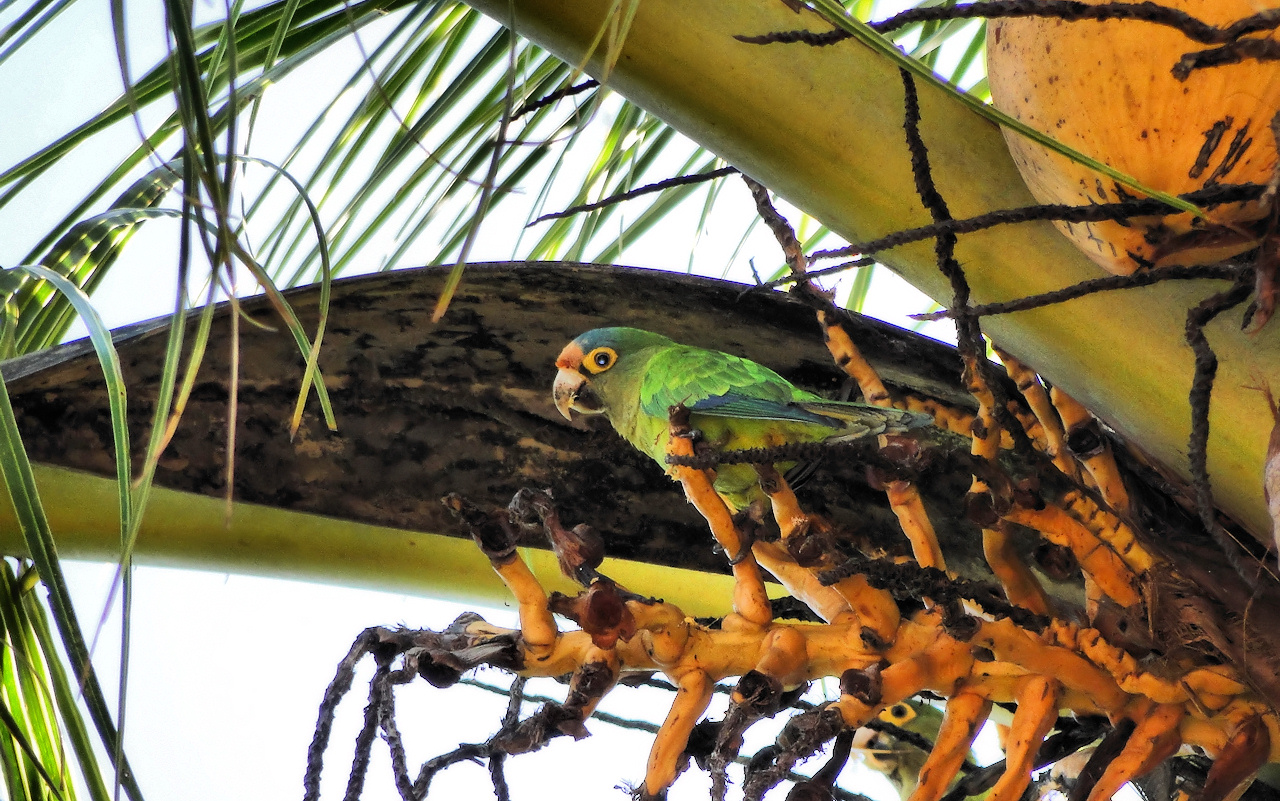

## Utbredning och systematik
Elfenbensparakiten förekommer i Centralamerika. Den delas in i tre underarter med följande utbredning:
- Eupsittula canicularis clarae – förekommer i västra Mexiko (Sinaloa till Colima, Durango och Michoacán)
- Eupsittula canicularis eburnirostrum – förekommer i sydvästra Mexiko (östra Michoacán till Guerrero och Oaxaca)
- Eupsittula canicularis canicularis – förekommer i torra områden från tropiska västra Mexiko (Chiapas) till västra Costa Rica

Nominatformen är introducerad till Puerto Rico.

### Släktestillhörighet
Tidigare placerades elfebensparakiten i Aratinga, men DNA-studier visar att arterna i släktet inte är varandras närmaste släktingar. Aratinga har därför brutits upp i flera mindre släkten, där elfenbensparakiten med släktingar förs till Eupsittula.

## Levnadssätt
Arten hittas i olika miljöer som skogsbryn, lövskog, sumpskog, savann, törnskog och till och med betesmarker och urbana områden. Den ses vanligen i små flockar eller par. Födan består huvudsakligen av frukt och blommor. Den hackar vanligen ut sitt bohål ur termitbon i träd, men kan också utnyttja ett gammalt hackspettshål eller en naturlig hålighet.

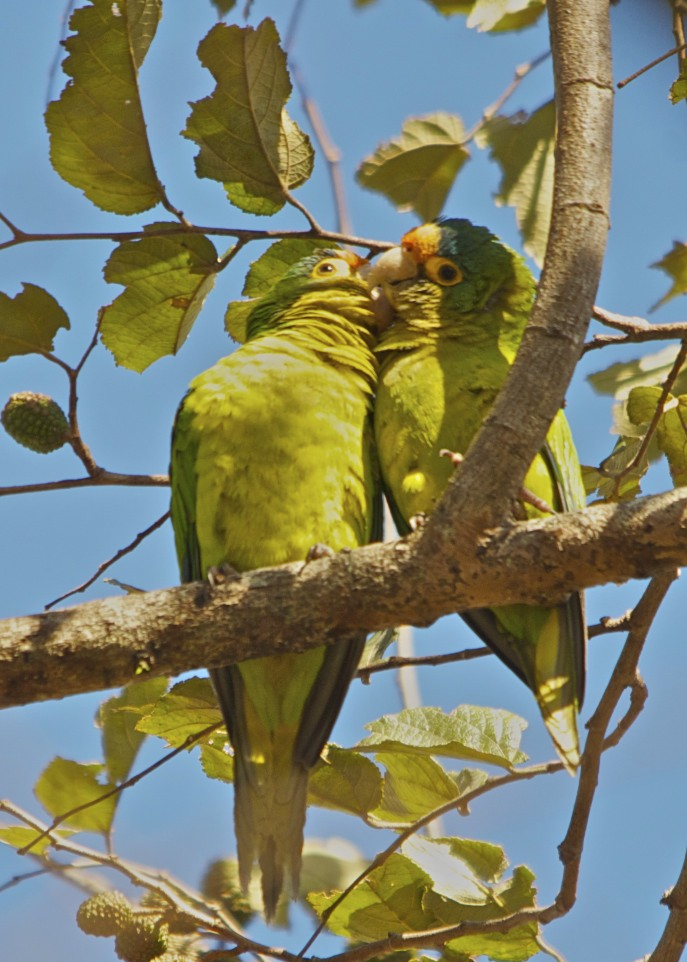

## Elfenbensparakiten och människan
Elfenbensparakiten är jämsides vitpannad amazon den vanligast förekommande papeogjfågeln utmed Centralamerikas Stillahavssluttning. Beståndet uppskattas bestå av mellan en halv och fem miljoner vuxna individer. Den verkar ha påverkats relativt lite av habitatförstörelse. Däremot har beståndet minskat relativt kraftigt till följd av illegal fångst för burfågelhandeln. Sedan 2020 anses den därför som utrotningshotad av internationella naturvårdsunionen IUCN, listad i kategorin sårbar. På senare år verkar dock omfattningen av fångsten ha minskat, åtminstone i delar av utbredningsområdet.

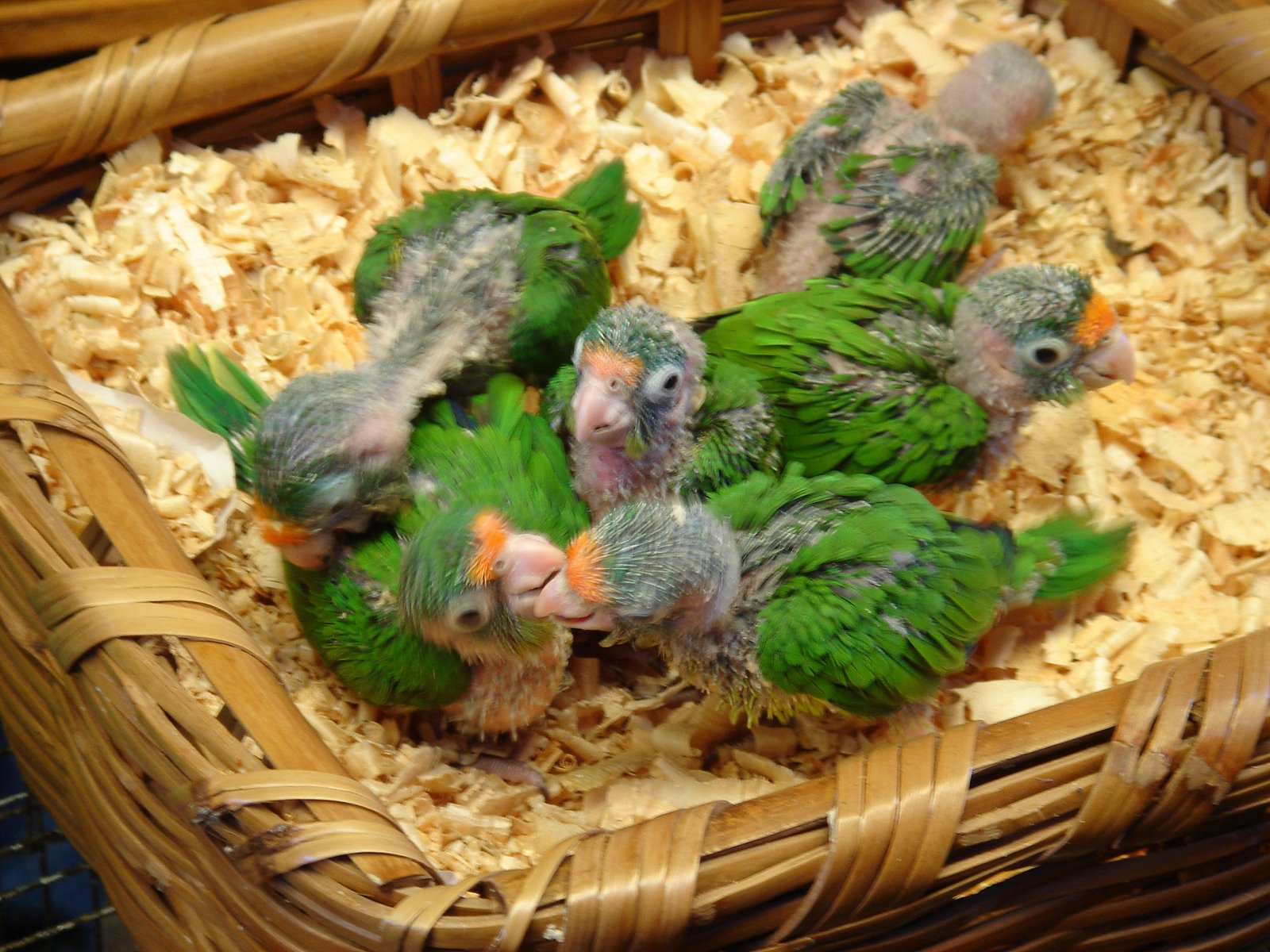
Ungar av elfenbensparakit till salu på en marknad i Mexiko.

Utanför häckningstid kan större flockar orsaka skada på majs- och bananodlingar.